# Gerda Gantz
Gerda Gantz (ur. 17 grudnia 1915 w Braszowie) – rumuńska florecistka, uczestniczka igrzysk olimpijskich.
Gantz reprezentowała Rumunię na Letnich Igrzyskach Olimpijskich 1936 odbywających się w Berlinie. Brała udział w turnieju indywidualnym florecistek. Odpadła po pierwszej rundzie, w której przegrała 4 z 5 pojedynków.